# Naprágyi Demeter
Naprágyi Demeter (Naprágy, 1556 – Győr, 1619. március 25.) katolikus püspök, erdélyi kancellár. Neve Náprágyi, Napragyi és Napraghy alakban is ismert.

## Élete
Gömörmegyei nemes családból származott és Telegdi Miklós pécsi püspök udvarában nevelkedett, akinek pártfogásával végezte Bécsben felsőbb tanulmányait. Visszatérvén az osztrák fővárosból, Telegdi a nagyszombati iskola igazgatójává tette, majd 1586. október 18-án  Radéczy István esztergomi kanonokságot adományozott neki. Alig két év letelte után elhagyta a káptalant és egri nagypréposttá lett. 1593. május 24-én aradi préposttá, 1596. június 17-én szerémi és ugyanebben az évben erdélyi püspökké nevezték ki. 1598 és 1600 között ő töltötte be az erdélyi kancellári tisztséget. 1601-ben száműzték Erdélyből, és püspöki vagyona a kamara tulajdonába került. 1602-ben a pozsonyi prépostságot, 1607-ben a veszprémi és győri püspökséget és pilisi apátságot, végül 1608-ban a kalocsai érsekséget nyerte el.
Többféle követségben vett részt királya megbízásából; 1598-ban III. Zsigmond lengyel királynál járt követségben. Báthory Zsigmond erdélyi fejedelem kedvelt embere volt; amikor a fejedelem 1599-ben lemondott, azt visszaszerezni óhajtván, követségben Rudolf királyhoz küldte. 1609-ben a pozsonyi országgyűlés szintén Rudolfhoz küldte és 1614-ben a linzi kongresszus által küldött követségnek is tagja volt.
Amikor Náprágyit győri püspöknek nevezték ki, Erdélyből 200–300 kötetes könyvtárat vitt magával, amelyet az uradalmi (győri káptalan) levéltárában őriztetett. Szent László fejének ereklyetartóját a protestánsoktól megváltva, ő hozta vissza Erdélyből.
Erős ambíciója volt, hogy a Forgách Ferenc halálával megüresedett prímási széket  elnyerje. Mivel azonban híre nem volt a legjobb, és sokan a más vallásúak pártfogásával gyanúsították, törekvései nem jártak sikerrel. Ezért egyenesen a királyhoz fordult: "Minthogy immár az országban et senio et dignitate én vagyok az első, azért ő felsége is akarván megtartani a szokott ordót és grádust, talán méltó, hogy énrám is tekintettel legyen." A fejedelem választása azonban Pázmány Péterre esett.

## Munkája
- Hungariae Periclitantis Legatorum, Rndi Dni Demetrii Napragi… & Gen. Dnorum Nicolaj Zokolij de Kis Varda, & Michaelis Kellemesi… ad Seren. Potentiss. Sigismvndvm Tertivm, Poloniae Et Sveviae Regem, … Oratio; In Comitiis Generalibus Cracouiae habita, die 2. Mensis Martij Anno Domini M. D. XCV. Cracoviae, 1595 (utánnyomata 1595-ben Kolozsvárt, Nürnbergben és Danzigban. Lengyelül: Krakkó, 1595).